# Vodní nádrž Harcov
Vodní nádrž Harcov, nazývaná také vodní nádrž Starý Harcov, Harcovská přehrada či Liberecká přehrada, je přehradní nádrž v údolí libereckého Harcovského potoka v místní části Liberec V-Kristiánov. Její hráz má výšku 20,5 metru, je 157 metrů dlouhá a její koruna se nachází 13 metrů nad okolním terénem. Je schopná zadržet maximálně 630 000 m3 vody. Přehrada zadržuje vodu z povodí 14,78 km2. Tato vodní nádrž dnes slouží zejména jako rekreační místo obyvatel Liberce, původně však byla navržena na ochranu města před povodněmi a jako zásobárna vody pro potřebu průmyslu. Přehrada byla pojmenována podle potoka, který ji napájí a také podle přilehlé čtvrti Starý Harcov.
V okolí přehrady žijí také chránění živočichové: ropucha obecná, čolek obecný, strakapoud velký, lejsek šedý a ježek západní.

## Technická data
- Šířka hráze
  - v koruně: 4,5 m
  - v patě: 16 m
- Poloměr křivosti: 120 m
- Objem hráze: 16 000 m³

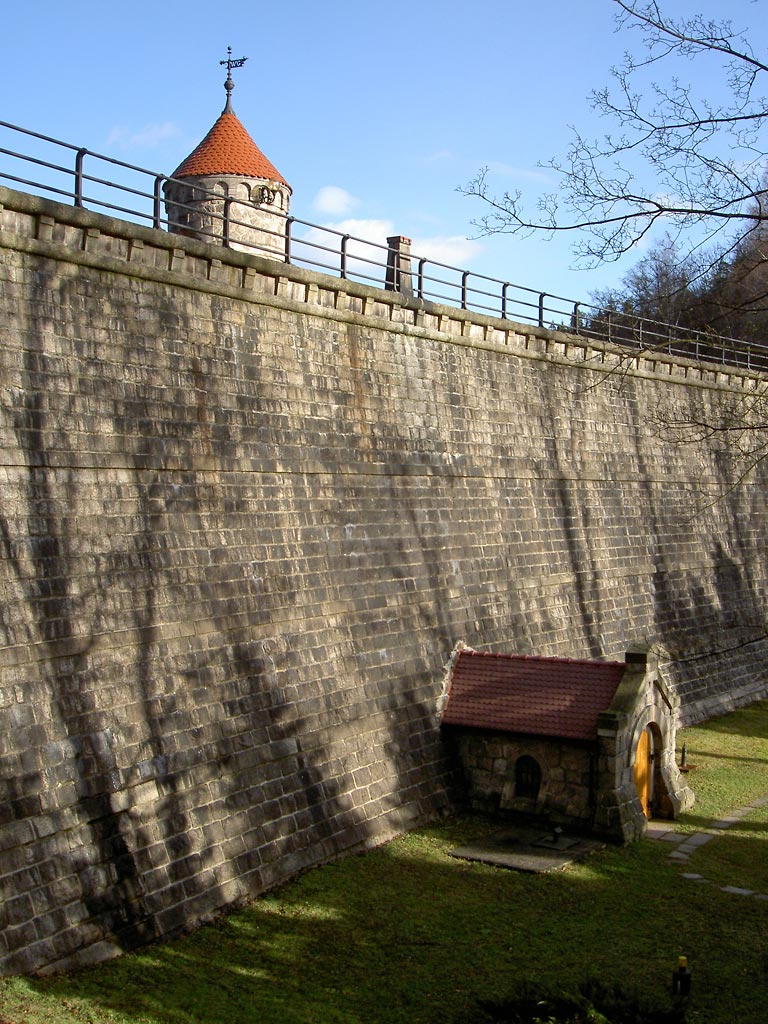
Přehradní hráz

- Celkový objem nádrže: 687 000 m³
- Zásobní objem: 289 000 m³
- Stálý objem: 48 000 m³

## Historie
Ve dnech 30.–31. 7. 1897 došlo na Liberecku ke katastrofální povodni, která překonala veškerá ochranná opatření. Nisa se svými přítoky způsobila škody za 3,5 milionu rakouských korun na straně české a dalších 10 milionů marek na straně slezské (Harcovským potokem se tehdy valilo 20 metrů krychlových vody za sekundu), zničila Liebiegovu továrnu (pozdější Textilanu) a napáchala značné škody i ve středu města na soutoku Harcovského potoka a Nisy. Na ochranu města a oblasti před takovými záplavami bylo 25. září 1899 založeno v Liberci Vodní družstvo k regulování říčních toků a ke stavbě přehrad v povodí Zhořelecké Nisy. Jeho členy byli postižení průmyslníci a jiné významné osobnosti regionu (mimo jiné také hrabě František Clam-Gallas a Rýnovický sklář Leopold Riedel) a do jeho čela byl zvolen továrník Karl Zimmermann ze Stráže nad Nisou. Kromě přehrady v Liberci samotném měla být postavena ještě další pětice hrází. Jejich vyprojektováním byl pověřen nejlepší evropský přehradář své doby – Otto Intze z Cách, na zpracování projektu přidělilo rakouské ministerstvo zemědělství částku 6000 korun. Ten představil své plány 13. ledna 1901. Mělo jít o první tížné, zděné přehradní hráze ve střední Evropě, což také vzbuzovalo obavy. Plány byly schváleny 4. března 1901 a první hráz, která měla být postavena, byla právě ta Harcovská. Ta se tak stala první údolní nádrží v Čechách. Dne 24. listopadu 1902 přijal zemský sněm zákon č. 89, díky kterému získalo družstvo podporu ve formě nenávratných příspěvků ve výši 40% předpokládaných nákladů (odhadovaných na 6 600 000 K pro celou soustavu) a dalších 20% ve formě bezúročných půjček.
Geologický průzkum odhalil pevné žulové podloží již v hloubce 4,5 metru, stavebníci se rozhodli vyhloubit lože pro základy ještě o 3,5 metru hlubší. Zemní práce začaly již v listopadu 1902. Stavba byla tehdy zadána firmám W. Streitzig a spol. z Liberce a H. Rella a synovec z Vídně za částku 450 000 korun rakouských. Při výkopu se však objevila v podloží řada průsaků, které byly svedeny drenáží o světlosti 100 až 150 mm. Po pozdějším vyzdění hráze byla voda z drenáže vyčerpána a drenáž byla zalita cementovým mlékem.
Základní kámen hráze byl položen 27. června 1903 a její výstavba trvala zhruba půl roku. Pro návodní líc hráze byly vybírány ty největší a nejkvalitnější kameny, pro vzdušní líc kameny vhodné pro zdění. Veškeré kameny byly získány ve trojici lomů v zátopové ploše. Při levém boku údolí bylo vyzděno pět otvorů bezpečnostního přelivu o šířce 5 m, na které navazuje odpadní žlab s osmistupňovou kaskádou. Po dokončení hráze a obou věží bylo do původních příčných štol převádějících vodu přes staveniště uloženo potrubí spodní výpusti o průměru 800 mm. Toto potrubí bylo nakonec obezděno cihlovou zátkou dlouhou asi 3,5 m. Stavba tak byla dokončena na jaře roku 1904 a 29. dubna téhož roku řádně zkolaudována. Celková cena tohoto vodního díla se vyšplhala na částku 789 111 rakouských korun. Již v listopadu roku 1904 zadržela přehrada povodeň o objemu 230 000m³, čímž prokázala svou užitečnost.
Po dokončení díla byla po pravém břehu nádrže zřízena promenádní cesta a městská plovárna s řadou vodních atrakcí. Nádrž se stala důležitou částí Německo-české výstavy (Deutschböhmische Austellung) roku 1906, kdy na jejím břehu byla řada výstavních pavilonů a na její hladině byly sváděny „námořní bitvy“. Ve 30. letech byla postavena levobřežní silnice III. třídy. 750 m dlouhá opěrná zeď chránící pravý břeh před erozí pochází z roku 1954. Roku 1990 bylo na odbočce z levé spodní výpusti osazeno malé turbosoustrojí s Bánkiho turbínou (170 l/s, spád 9,5 m) o maximálním výkonu 11 kW.
Přehradu provozuje státní podnik Povodí Labe. Za více než sto let její existence nebylo nutné provést žádná technická opatření k zajištění jejího dobrého technického stavu. Jen v roce 1986 byla nádrž vypuštěna a z jejího dna vytěženy sedimenty o objemu 12 500 m³ a v levém úbočí vystavěna kanalizační štola odvádějící splašky. Velká rekonstrukce vodního díla, jejímž cílem je zajistit větší bezpečnost vodního díla za povodní a navýšení retenčního prostoru nádrže, bude zahájena na podzim 2022 a měla by trvat tři roky.